# Cinderella macalpinei
Cinderella macalpinei är en tvåvingeart som beskrevs av Willi Hennig 1969. Cinderella macalpinei ingår i släktet Cinderella och familjen myllflugor.
Artens utbredningsområde är Ecuador. Inga underarter finns listade i Catalogue of Life.